# Bad Fucking
Bad Fucking is een Oostenrijkse komische langspeelfilm uit 2013. De titel is Duitstalig en verwijst naar een kuuroord (Bad) en het plaatsje Fucking (thans Fugging) in het Oostenrijkse district Braunau am Inn.
De film werd geregisseerd en geënsceneerd door Harald Sicheritz. Hoofdrollen waren weggelegd voor Michael Ostrowski, Wolfgang Böck en Adele Neuhauser. De film is gebaseerd op het gelijknamige boek uit 2010 van Kurt Palm.
De film werd in eigen land goed ontvangen en kende met 20.000 bezoekers in de eerste dagen het hoogste bezoekersaantal tijdens de première van een film in 2013

## Verhaallijn
Bad Fucking is een kuuroord in de Oostenrijkse bergen dat leeft van de inkomsten van toeristen die het oord aantrekt door de originele naam die het draagt. In het dorp spelen geheimen en is er sprake van corruptie, overspel en moord. Na een aardverschuiving wordt de belangrijkste toegangsweg naar het dorp afgesloten, waarna de dorpsbewoners zich moeten zien te redden met buitenissige projecten, waarop een apocalyptische finale volgt.

## Rolverdeling
- Michael Ostrowski, als Killian Hintersteiner
- Wolfgang Böck, als Aloysius Hintersteiner
- Adele Neuhauser, als Frau Sperr / Sarena
- Natascha Berg, als trainer Sandra
- Martina Ebm, als Veronika
- en anderen